# Paris-Saclay

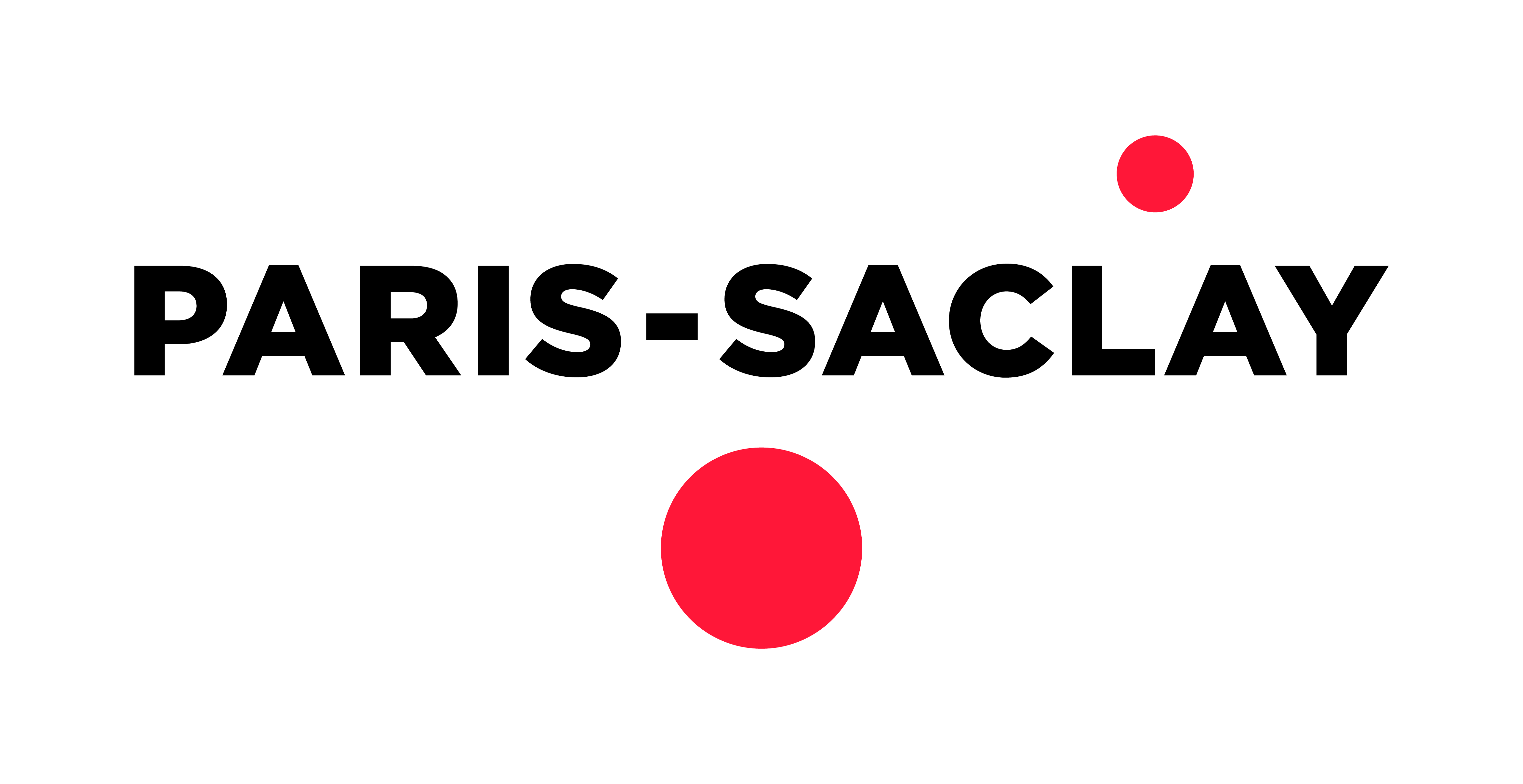
Paris-Saclay

Paris-Saclay är en teknik- och vetenskapspark nära Saclay i Île-de-France. Den omfattar forskningsinstitutioner, två stora franska universitet med högre utbildningsinstitutioner (grandes écoles) och även forskningscentra för privata företag. År 2013 rankade Technology Review Paris-Saclay bland de åtta främsta forskningsklustren i världen. År 2014 utgjorde den nästan 15 procent av den franska vetenskapliga forskningskapaciteten.
De tidigaste bebyggelsen är från 1950-talet och området utökades flera gånger under 1970- och 2000-talen. Flera campusutvecklingsprojekt pågår för närvarande, inklusive flytt av vissa anläggningar.
Målet var att stärka klustret för att skapa ett internationellt nav för vetenskap och teknik som skulle kunna konkurrera med andra högteknologiska distrikt som Silicon Valley eller Cambridge, MA.